# 크리스티나 킴
크리스티나 알렉산드로브나 킴(러시아어: Кристи́на Алекса́ндровна Ким, 1987년 9월 4일~)은 러시아의 태권도 선수이다. 2012년 하계 올림픽에 참가했으며 유럽 태권도 선수권 대회에서 은메달 1개, 동메달 1개를 획득했다.